# Долга Рака
Долга Рака (словен. Dolga Raka) — поселення в общині Кршко, Споднєпосавський регіон, Словенія. Висота над рівнем моря: 211,1 м.